# Teplička nad Váhom
Teplička nad Váhom (em húngaro: Vágtapolca) é um município da Eslováquia, situado no distrito de Žilina, na região de Žilina. Tem 10,88 km² de área e sua população em 2018 foi estimada em 4.238 habitantes.

## Demografia
| Ano:        | 1994 | 2004   | 2014    | 2024   |
| ----------- | ---- | ------ | ------- | ------ |
| Broj ljudi: | 3275 | 3413   | 4040    | 4389   |
| Razlika:    |      | +4,21% | +18,37% | +8,63% |

| Ano:               | 2023 | 2024   |
| ------------------ | ---- | ------ |
| Número de pessoas: | 4406 | 4389   |
| Diferença:         |      | -0,38% |